# Arrondissement de Marche-en-Famenne
Arrondissement de Marche-en-Famenne är ett arrondissement i sydöstra Belgien. Det ligger i provinsen Luxemburg och regionen Vallonien, 110 kilometer sydost om huvudstaden Bryssel. Antalet invånare är 54 214. Arean är 954 kvadratkilometer. Arrondissement de Marche-en-Famenne gränsar till Arrondissement de Neufchâteau, Arrondissement de Bastogne, Arrondissement de Verviers, Arrondissement de Huy och Arrondissement de Dinant. 
Terrängen i Arrondissement de Marche-en-Famenne är kuperad åt sydost, men åt nordväst är den platt.
Arrondissement de Marche-en-Famenne delas in i följande kommuner:
- Durbuy
- Érezée
- Hotton
- La Roche-en-Ardenne
- Manhay
- Marche-en-Famenne
- Nassogne
- Rendeux
- Tenneville

I omgivningarna runt Arrondissement de Marche-en-Famenne växer i huvudsak blandskog. Runt Arrondissement de Marche-en-Famenne är det ganska glesbefolkat, med 28 invånare per kvadratkilometer.